# حماية النسخ

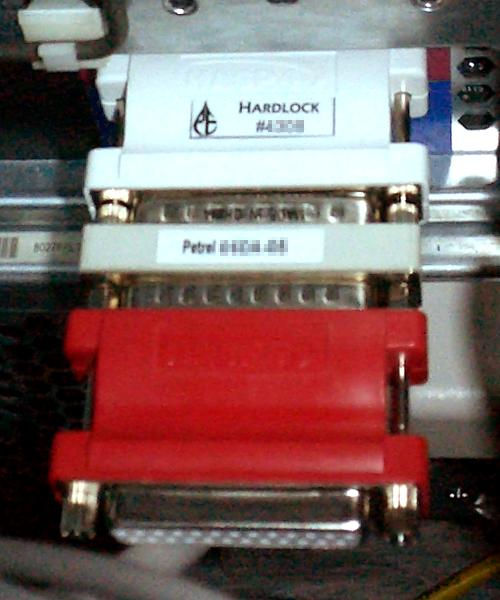
أجهزة دونغل ذات منفذ متوازي مُتسلسل لحماية نسخ البرامج

حماية النسخ أو حماية المحتوى أو منع النسخ أو تقييد النسخ هي إجراءات لفرض حقوق النشر عن طريق منع إعادة إنتاج البرامج والأفلام والموسيقى والوسائط الأخرى.
توجد حماية النسخ بشكل شائع على أشرطة الفيديو وأقراص الدي في دي وأقراص البلو راي وأسطوانات الفيديو الرقمية فائقة الدقة وأقراص برامج الكمبيوتر وأقراص ألعاب الفيديو والأقراص المضغوطة الصوتية وبعض أقراص الفيديو المضغوطة.
أدت بعض طرق حماية النسخ أيضًا إلى الانتقادات لأنها تسببت في إزعاج للمستهلكين أو تثبيت برامج إضافية أو غير مرغوب فيها سرًا للكشف عن أنشطة النسخ على جهاز الكمبيوتر الخاص بالمستهلك. لا يزال جعل حماية النسخ فعالة مع حماية حقوق المستهلك يمثل مشكلة في النشر الإعلامي.

## المصطلح
لطالما استخدمت الشركات الإعلامية مصطلح حماية النسخ، لكن النقاد يجادلون بأن المصطلح يميل إلى التأثير على الجمهور للتعارف مع الناشرين الذين يفضلون تقنيات التقييد بدلًا من المستخدمين. تعد "حماية النسخ" تسمية خاطئة لبعض الأنظمة، لأنه يمكن عمل أي عدد من النسخ من نسخة أصلية وستعمل جميع هذه النسخ، ولكن في كمبيوتر واحد فقط، أو باستخدام دونجل واحد فقط، أو فقط مع جهاز آخر لا يمكن نسخها بسهولة.
قد يتضمن تقييد النسخ إجراءات غير رقمية. قد يكون المصطلح الأكثر ملاءمة "تدابير الحماية التكنولوجية" (TPMs)،  والذي يتم تعريفه غالبًا على أنه استخدام الأدوات التكنولوجية من أجل تقييد استخدام أو الوصول إلى المصنف.